# 410-es busz
A 410-es jelzésű autóbusz a budapesti agglomerációban közlekedő helyközi járat, a budapesti Stadion autóbusz-pályaudvart és Hatvant köti össze.

## Megállóhelyei
| 0                             | Budapest, Stadion autóbusz-pályaudvar végállomás    | 20 | 1, 1A 73, 75, 77, 80 95, 130, 195 396, 397, 398, 399, 400, 402, 412, 414, 422, 424, 430, 432, 434, 435, 436, 437, 438, 439, 440, 441, 442, 485, 486 1020, 1021, 1024, 1031, 1034, 1037, 1039, 1040, 1044, 1045, 1046, 1049, 1050, 1052, 1053, 1054, 1060, 1063, 1066, 1067, 1068, 1069, 1070, 1075, 1076, 1077, 1078 |
| 1                             | Budapest, Örs vezér tere                            | 19 | 3, 62, 62A 80, 81, 82, 82A 10, 31, 32, 44, 45, 67, 85, 85E, 97E, 131, 144, 161, 161A, 161E, 168E, 169E, 174, 176E, 231, 244, 276E, 277 419, 430, 440, 441, 484, 485, 486, 505, 508, 509, 510 1040, 1049, 1070, 1075, 1077, 1078                                                                                      |
| 2                             | Budapest, Nagyicce                                  | 18 | 44, 45, 67 440, 441 1040, 1049, 1077, 1078 |
| 3                             | Budapest, Jókai Mór utca (Rendőrség)                | 17 | 44, 46, 92, 92A, 146, 176E, 276E 440, 441 |
| 4                             | Budapest, Mátyásföld Imre utca                      | 16 | 92, 92A, 176E, 276E 440, 441 |
| 5                             | Budapest, Vidámvásár utca                           | 15 | 92, 92A, 174, 175 430, 440, 441, 480 1040, 1049, 1077, 1078 |
| Budapest közigazgatási határa |                                                     |    | |
| 6                             | Kistarcsa, Megyei kórház                            | 14 | 92, 92A 430, 440, 441, 448, 449, 504 |
| 7                             | Kistarcsa, vendéglő                                 | 13 | 430, 440, 441, 448, 449, 504 1040, 1049, 1077, 1078 |
| 8                             | Kerepes, Templom tér                                | 12 | 430, 440, 441, 448 1040, 1049, 1077, 1078 |
| 9                             | Gödöllő, autóbusz-állomás                           | 11 | 317, 324, 402, 404, 405, 406, 407, 412, 422, 426, 430, 432, 440, 441, 442, 444, 446, 447, 448, 450, 451, 452, 454, 455, 461, 463, 464, 465, 466, 468, 469, 470, 471, 472, 473, 474, 475, 476, 477, 478, 479 1040, 1049, 1052, 1076, 1077, 1078                                                                       |
| 10                            | Gödöllő, Egyetem                                    | 10 | 402, 404, 405, 406, 407, 412, 422, 426, 430, 432, 461, 463, 468, 469, 470, 471, 472, 474 |
| 11                            | Gödöllő, Máriabesnyő vasúti megállóhely bejárati út | 9  | 402, 404, 405, 406, 407, 412, 422, 426, 430, 432, 461, 463, 469, 474 S80 InterRégió |
| 12                            | Domonyvölgy                                         | 8  | 402, 404, 405, 406, 407, 412, 422, 426, 430, 432, 461 1040, 1049, 1052 |
| 13                            | Bagi elágazás                                       | 7  | 402, 404, 405, 406, 407, 408, 409, 412, 422, 424, 426, 430, 432, 434, 435, 436, 437, 438, 439, 458, 461 1040, 1049, 1052 |
| 14                            | Aszód, Kossuth Lajos utca 2.                        | 6  | 342, 347, 348, 405, 407, 408, 409, 412, 422, 424, 426, 428, 430, 432, 434, 435, 436, 437, 438, 439, 457, 458, 459, 460, 461 1040, 1049, 1052 |
| 15                            | Aszód, vasútállomás bejárati út                     | 5  | 342, 347, 348, 405, 407, 408, 409, 412, 422, 424, 426, 428, 430, 434, 436, 437, 438, 439, 457, 458, 459, 460, 461 |
| 16                            | Aszód, Bethlen Gábor utca                           | 4  | 348, 412 1040, 1049, 1052 |
| 17                            | Kerekharaszt                                        | 3  | 348, 412, 414 1040, 1049, 1052 |
| 18                            | Hatvan, Rákóczi út                                  | 2  | 406, 407, 409, 412, 414 1040, 1052 |
| 19                            | Hatvan, Zöldfa vendéglő                             | 1  | 348, 406, 407, 409, 412, 414 1040, 1049, 1052 |
| 20                            | Hatvan, autóbusz-pályaudvar végállomás              | 0  | 348, 406, 407, 409, 412, 414 1037, 1039, 1040, 1049, 1052, 1063 1, 2, 3, 3A, 4, 6, 7, 9 S80 S780 S820 InterRégió, expresszvonat |